# Hello (песня Лайонела Ричи)
«Hello» (с англ. — «Привет») — песня американского поп-исполнителя Лайонела Ричи, ставшая одним из основных хитов его 2-го сольного альбома Can't Slow Down 1983 года. Автором и продюсером был сам Лайонел Ричи, а сопродюсером стал Джеймс Энтони Кармайкл. Песня достигла первого места во многих странах мира, включая Великобританию и США.

## История
Сингл был издан на лейбле Motown и достиг первого места в американском хит-параде Billboard Hot 100 (2 недели на № 1), 6 недель возглавлял чарт Adult Contemporary и столько же недель был во главе хит-парада Великобритании UK Singles Chart. В 1984 году песня была номинирована на «Грэмми» в двух категориях Лучшая песня года и Лучшее мужское вокальное поп-исполнение.
| Год  | Номинируемая работа | Категория                               | Результат | Ссылки      |
| ---- | ------------------- | --------------------------------------- | --------- | ----------- |
| 1984 | «Hello»             | Лучшая песня года                       | Номинация | [ 4 ] [ 6 ] |
| 1984 | «Hello»             | Лучшее мужское вокальное поп-исполнение | Номинация | [ 4 ] [ 6 ] |

## Чарты

### Еженедельные чарты
| Чарт (1984)                           | Высшая позиция |
| ------------------------------------- | -------------- |
| Австралия (Kent Music Report)         | 1              |
| Австрия (Ö3 Austria Top 40)           | 3              |
| Бельгия/Фландрия (Ultratop 50)        | 1              |
| Бельгия (VRT Top 30 Flanders)         | 1              |
| Канада (RPM Top Singles)              | 1              |
| Канада (RPM Adult Contemporary)       | 1              |
| Франция (SNEP)                        | 25             |
| Германия (GfK)                        | 2              |
| Ирландия (IRMA)                       | 1              |
| Нидерланды (Single Top 100)           | 1              |
| Нидерланды (Dutch Top 40)             | 1              |
| Новая Зеландия (Recorded Music NZ)    | 1              |
| Норвегия (VG-lista)                   | 5              |
| Польша (LP3)                          | 3              |
| ЮАР (Springbok Radio)                 | 5              |
| Швеция (Sverigetopplistan)            | 6              |
| Швейцария (Schweizer Hitparade)       | 1              |
| Великобритания (OCC UK Singles)       | 1              |
| США (Billboard Hot 100)               | 1              |
| США (Billboard Adult Contemporary)    | 1              |
| США (Billboard Hot R&B/Hip-Hop Songs) | 1              |
| США, Cash Box                         | 1              |

### Годовые итоговые чарты
| Чарт (1984)                        | Ранг |
| ---------------------------------- | ---- |
| Австралия (Kent Music Report)      | 8    |
| Австрия (Ö3 Austria Top 40)        | 16   |
| Бельгия (Ultratop 50 Flanders)     | 9    |
| Великобритания (Gallup Poll)       | 7    |
| Канада (RPM Top Singles)           | 11   |
| Германия (Official German Charts)  | 27   |
| Нидерланды (Single Top 100)        | 5    |
| Нидерланды (Dutch Top 40)          | 12   |
| Швейцария (Schweizer Hitparade)    | 5    |
| США Billboard Hot 100              | 7    |
| США Adult Contemporary (Billboard) | 2    |
| США Top Black Singles (Billboard   | 7    |
| США Cash Box Top 100               | 12   |

## Сертификации
| Регион                                                      | Сертификация | Продажи    |
| ----------------------------------------------------------- | ------------ | ---------- |
| Великобритания (BPI)                                        | Золотой      | 964,623    |
| США (RIAA)                                                  | Золотой      | 1 000 000^ |
| ^ Данные о тиражах приведены только на основе сертификации. |              |            |

## В фильмах
Версия песни «Hello» появлялась в кинофильмах «Горькая луна» (1992), «Сорокалетний девственник» (2005), «Сумасшедшие гонки» (2005), «Очень страшное кино 4» (2006), «Ну что, приехали: Ремонт» (2007), «Шрек навсегда» (2010) и «Телохранитель киллера» (2017).

## Кавер-версии
- В 1984 году чехословацкий поп-певец Иржи Корн записал песню Halo с чешским текстом. Год спустя песня попала на альбом певца Trenink. В этом же году франкоязычную версию песни для альбома Chanter записала Мирей Матье.[источник не указан 1050 дней]
- Шведская кантри- и поп-певица Кикки Даниэльссон записала эту песню под названием «Du» («You»), со стихами на шведском языке от Кейт Алмгрен, на её альбоме 1985 года Bra vibrationer[47].
- В 2011 году латиноамериканский певец  Berto La Voz записал кавер-версию в стиле бачата, которая вышла в качестве первого сингла с его дебютного альбома Llego La Voz[48][49]. Эта версия достигла 11-го места в чарта Billboard Tropical Songs[50].
- 15 февраля 2016 года на 58-й церемонии «Грэмми» эту песню исполнила американская певица Деми Ловато в рамках трибьюта, посвященного Л.Ричи 58th Annual Grammy Awards[51][52][53]. Её кавер-версия достигла 15-го места в чарте Billboard Twitter Top Tracks chart[54].